# Olive Borden
Olive Borden (Richmond, 14 de juliol de 1906- Los Angeles 1 d'octubre de 1947) va ser un actriu activa en els darrers anys del cinema mut i primers del sonor. Coneguda com la “Joy Girl”, va arribar a guanyar en el cim de la seva popularitat 1.500 dòlars a la setmana. Va morir completament arruïnada i alcohòlica quan tenia 41 anys.

## Biografia
Olive Marie Borden va néixer a Richmond (Virgínia), el 14 de juliol 1906. El seu pare (Harry) va morir de febre tifoidea quan ella tenia dos anys i amb la seva mare (Sibbie Shields Borden) es van traslladar a viure amb la germana d'ella i la seva filla, que més tard esdevindria l'actriu Natalie Joyce. El 1922 mare i filla es van traslladar a Los Angeles, ja que Olive tenia la il·lusió d'entrar en el món del cinema. El 1923 va actuar com a extra a les pel·lícules Children of Jazz i Ponjola. Poc després va esdevenir una de les “Bathing Girl” de Mack Sennett, encara que els seus primers crèdits cinematogràfics són una sèrie de comèdies de Jack White protagonitzades per Lige Conley. El 1924, Hal Roach la va contractar per a fer diferents comèdies en les quals donava la rèplica a Will Rogers o Charley Chase.
Tot va canviar per a ella quan el 1927 va ser escollida, juntament amb la seva cosina Natalie, una de les WAMPAS Baby Star i va signar un contracte amb la Fox. En aquell moment va esdevenir una de les estrelles del moment arribant a cobrar 1.500 dòlars a la setmana. Entre les pel·lícules d'aquell moment destaquen 3 Bad Men (1926) dirigida per John Ford i considerada el seu millor paper, Fig Leaves (1926) dirigida per Howard Hawks o The Joy Girl (1927), pel·lícula co-protagonitzada per Marie Dressler i que li va donar els seu sobrenom. Va ser durant el rodatge de 3 Bad Men que ella i George O’Brien es van enamorar. La Fox va aprofitar la publicitat del romanç per rodar Fig Leaves amb ells dos com a protagonistes.
A finals de 1927, amb l'arribada del cinema sonor, el paper de “flapper” que caracteritzava Borden va esdevenir obsolet i la Fox va voler retallar el salari a l'actriu. Borden no ho va acceptar i va decidir rescindir el seu contracte amb la Fox. Ella comptava que la Fox la cridaria però no va ser així. En aquell moment, ella va continuar mantenint el seu tren de vida i va començar a tenir problemes econòmics. Aleshores va vendre la seva casa de Beverly Hills, va acomiadar els seus assistents i es va traslladar a Santa Monica. Amb el que va guanyar com a actriu el 1928 va aconseguir pagar els deutes. Aquell moment va coincidir amb el trencament de la seva relació amb George O’Brien.
Com a actriu independent, va treballar per a la FBO, Tiffany Stahl i la Columbia tot i que aquelles pel·lícules sonores ja només eren menors. El 1929 la RKO li va oferir un contracte per a fer quatre pel·lícules però només en va fer dues: Half Marriage i Dance Hall. Aquell any encara va rodar Wedding Rings. El 1930 només va actuar en dues pel·lícules Hello Sister i The Social Lion. En aquell moment es va traslladar a Nova York per intentar fer-se un nom en el teatre i després va passar al vodevil, on va treballar per un temps. El 28 de març de 1931 va casar amb el corredor de borsa Theodore Spector. Va resultar que Spector estava casat i no havia obtingut el divorci de la seva primera esposa per lo que un tribunal va anul·lar el matrimoni el novembre 1932. L'única pel·lícula d'Olive el 1932 va ser anomenada casualment The Divorce Racket. La seva darrera aparició va ser al film de terror Chloe, Love is Calling You (1934).

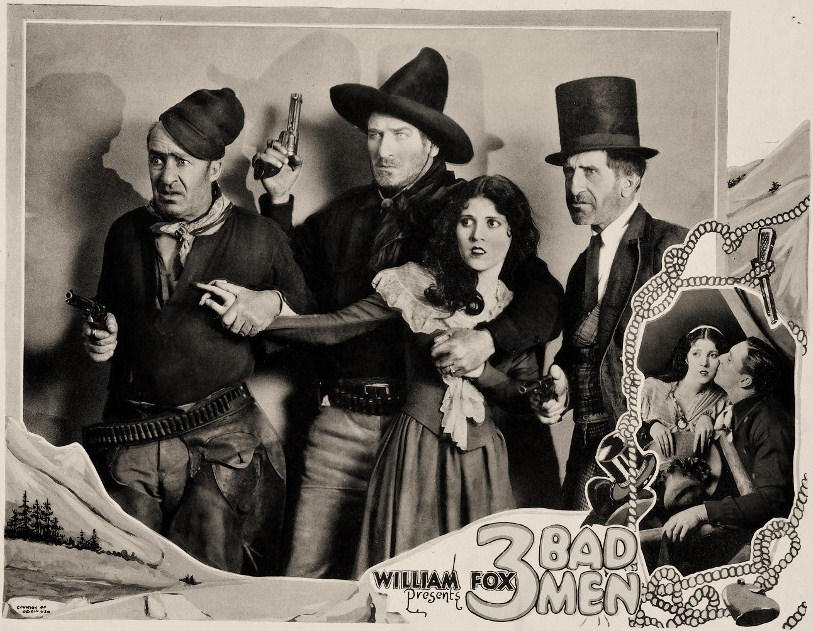
Fotograma de 3 Bad Men amb J. Farrell MacDonald, Tom Santschi, Olive Borden i Frank Campeau (a la imatge petita, Olive amb George O'Brien)

El 2 de novembre de 1934 es va casar amb el tècnic de ferrocarrils John Moeller, i ella es va retirar per ocupar-se de la casa. El 1941, durant la Segona Guerra Mundial, Olive va tenir un affair amb el tinent comandant del Batalló de Construcció de la Marina Arthur Benline que va provocar el seu divorci. Ella va començar a tenir problemes amb l'alcohol i es va declarar en fallida econòmica. Va servir a la Women's Army Corps com a conductora. Va ser donada de baixa el 1944 a causa d'una greu lesió en un peu. Benline va ajudar econòmicament Olive i fins i tot va intentar que fos readmesa però el seu alcoholisme ho va impedir i va trencar definitavament la relació entre ells dos.

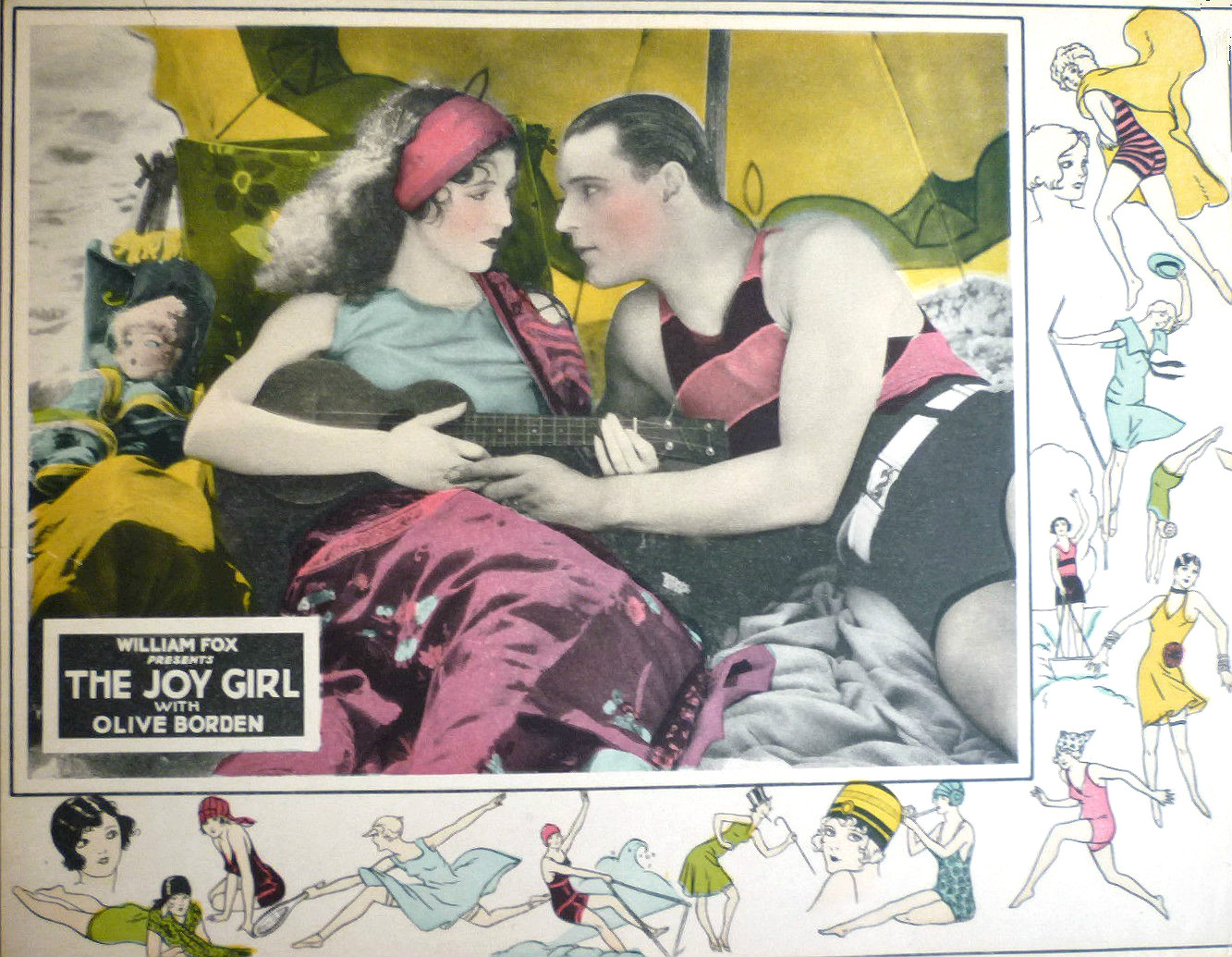
Propaganda de "The Joy Girl" amb Olive Borden

Va intentar tornar al cinema però no ho va aconseguir. El 1945, afectada per l'alcoholisme, va acabar netejant terres a la Missió Sunshine per a dones indigents que hi havia a Skid Row (Los Angeles), on també treballava la seva mare. Va morir allà de pneumònia i altres complicacions l'1 d'octubre de 1947 oblidada per tothom.

## Filmografia

### Primeres pel·lícules
- Neck and Neck (1924, Jack White)
- Wide Open (1924, Jack White)
- Air Pockets (1924, Jack White)
- Why Men Work (1924, Hal Roach)
- Should Landlords Live? (1924, Hal Roach)
- Too Many Mamas (1924, Hal Roach)
- The Royal Razz (1924, Hal Roach)
- Just a Good Guy (1924, Hal Roach)
- Should Husbands be Watched? (1925, Hal Roach)
- The Dressmaker from Paris (1925, Paramount)
- Bad Boy (1925, Hal Roach)
- Grounds for Divorce (1925 Paramount)
- Tell It to a Policeman (1925, Hal Roach)
- Good Morning, Nurse (1925. Mack Sennett)
- The Happy Warrior (1925, VItagraph)
- The Overland Limited (1925, Gotham)

### Estrella de la Fox
- The Country Beyond (1926)
- The Yankee Señor (1926)
- My Own Pal (1926)
- Yellow Finger (1926)
- 3 Bad Men (1926)
- Fig Leaves (1926)
- The Monkey Talks (1927)
- Secret Studio (1927)
- The Joy Girl (1927)
- Pajamas (1927)
- Come to My House (1927)

### Pel·lícules posteriors
- The Albany Night Boat (1928, Tiffany-Stahl)
- Gang War (1928, FBO)
- Sinners in Love (1928, FBO)
- Stool Pigeon (1928, Columbia)
- Virgin Lips (1928, Columbia)
- Love in the Desert (1929, FBO)
- The Eternal Woman (1929, Columbia)
- Half Marriage (1929, RKO)
- Dance Hall (1929, RKO)
- Wedding Rings (1929, First National Pictures)
- Hello Sister (1930, James Cruze Prod.)
- The Social Lion (1930, Paramount)
- The Divorce Racket (1932, Paradise Pictures)
- Leave It to Me (1933, British International Pictures)
- Hotel Variety (1933, Screencraft Prod.)
- The Mild West (1933, Vitagraph)
- The Inventors (1934, Coronet Comedies)
- Chloe, Love Is Calling You (1934, Pinnacle Pictures)